# 林恩許
林恩許（Jared Christopher Lum Yan Hue，1992年7月19日—），生於澳洲悉尼，香港蘇格蘭混血的澳洲人，澳洲足球運動員，司職中場。由於他的祖母在香港出生，所以他擁有華裔血統並能以本地球員身份註冊效力香港超級聯賽球會。

## 早年生活
林恩許生於澳洲悉尼，童年時由於父親熱愛足球，故林恩許6歲時已開始四處踢足球比賽，並入讀著名的澳洲體育學院。及後，他在悉尼FC的青年軍展開足球生涯。他後來獲澳洲U17國家隊徵召，並獲委任為國家隊隊長，更為澳洲U19征戰2008年世青盃。

## 球會生涯
可是，澳洲球壇非常政治化，年輕球員機會不多，結果林恩許不斷被拒絕，於是他便開始氣餒，甚至想放棄。他於2010年加盟次一等聯賽的新南威爾斯聯賽球會馬可尼神駒。在2015年，由於其踢法與當地教練所想要不同，他得不到球會教練重用。
至大除夕前一晚，他在其社交網站接到球探的信息，指由於他的祖母在港出生，故他能夠以本地球員身份註冊本地賽事，使他獲港超聯班霸球會傑志邀請來港試腳一星期。他考慮兩天後便決定來港試腳。結果，他接受試腳三天後就與傑志簽訂合約至2017/18球季結束。其後，傑志在2016年1月宣佈他加盟。
他在加盟後在翼鋒或攻中的位置發揮不錯，讓球迷留下深刻印象。2016年1月3日，他在對南華的聯賽首度為傑志上陣，即協助傑志以3–0勝出。2月20日，他對冠忠南區的聯賽比賽中取得加盟後的首個入球，結果傑志以1–1賽和對手。2017年1月15日，林恩許在對東方龍獅的高級組銀牌決賽78分鐘射進奠勝的入球，協助傑志以2–1勝出，相隔10年後再奪得高級組銀牌冠軍。
2020年6月25日，林恩許在社交媒體宣佈他離開傑志。
林恩許原先是加盟港超聯球隊富力R&F，但隨後富力R&F散班，他在2020年11月改投東方龍獅。2021年4月7日，林恩許在對愉園的菁英盃決賽射進一球，協助東方龍獅以2–0勝出，首奪菁英盃冠軍。
2021年亞協盃分組賽，林恩許以亞援身份為東方龍獅出戰。他於對戰臺南市FC（中華台北）的比賽射進一球。
到2022年7月，林恩許約滿離隊。

## 國際賽生涯
林恩許年輕時獲澳洲青年國家隊徵召，參與過多項不同的青少年賽事，並獲委任為國家隊隊長，在2009年U19東南亞青年錦標賽的決賽中，在加時120分鐘取得入球，協助澳洲以2–2迫和泰國國家隊，然而澳洲最終都在12碼階段飲恨。
2017年5月4日，由於其父親於斐濟出生，加上林恩許從沒有代表過澳洲國家隊出戰國際賽，故他獲《FIJIFOOTBALL.COM》報道。報道指他有興趣轉為代表斐濟國家隊出賽，而斐濟教練表示，只要確認林恩許的代表資格就會徵召他入國家隊，出戰對新喀里多尼亞的世界盃外圍賽。不過，林恩許在5月12日操練後澄清，消息純粹虛構並不正確。雖然他本人的確有曾與斐濟國家隊教練接觸，但林恩許從未想過為斐濟效力。他更指出，他在澳洲球會出戰大洋洲聯賽冠軍盃時曾與斐濟對壘，而當中某部份斐濟國家隊成員為兼職，令林恩許感到他們很業餘，而且他目前還未有不想打消代表澳洲的念頭，不過於港住滿7年後代表香港隊亦不是壞事。林恩許在2020年中接受訪問時，表明有意住滿7年取得香港護照後代表香港隊。

## 家庭生活
林恩許的名字解作感恩及許願。其身世比較複雜，祖父的家人在小時候便因工作移居斐濟。其祖父長大後，便轉到一間航空公司工作，結識在港生活的祖母，並在斐濟誕下林恩許的父親。後來，其祖父因工作不時飛往斐濟、香港及澳洲，最後更決定長居悉尼。其父則在悉尼成長及結識為蘇格蘭裔的母親。因此，林恩許是有香港及蘇格蘭血統的澳洲人。林恩許祖母以往在香港的住處位於跑馬地，屬二級歷史建築。
現有兩名兒子，名叫Romeo 及 Matteo，分別為2歲及8個月大。

## 職業生涯數據 (香港)
最後更新：2016年5月22日
| 球會表現     | 球會表現     | 聯賽         | 港超聯 | 港超聯 | 季後附加賽 | 季後附加賽 | 高級組銀牌 | 高級組銀牌 | 聯賽盃 | 聯賽盃 | 足總盃 | 足總盃 | 菁英盃 | 菁英盃 | 亞冠盃 | 亞冠盃 | 亞協盃 | 亞協盃 | 總計 | 總計 |
| 球會表現     | 球會表現     | 聯賽         | 上陣   | 入球   | 上陣       | 入球       | 上陣       | 入球       | 上陣   | 入球   | 上陣   | 入球   | 上陣   | 入球   | 上陣   | 入球   | 上陣   | 入球   | 上陣 | 入球 |
| ------------ | ------------ | ------------ | ------ | ------ | ---------- | ---------- | ---------- | ---------- | ------ | ------ | ------ | ------ | ------ | ------ | ------ | ------ | ------ | ------ | ---- | ---- |
| 2015－16     | 傑志         | 港超聯       | 8      | 1      | 1          | 1          | 0          | 0          | 3      | 0      | 1      | 0      | 0      | 0      | N/A    | N/A    | N/A    | N/A    | 13   | 2    |
| 總計（傑志） | 總計（傑志） | 總計（傑志） | 8      | 1      | 1          | 1          | 0          | 0          | 3      | 0      | 1      | 0      | 0      | 0      | N/A    | N/A    | N/A    | N/A    | 13   | 2    |

## 榮譽
傑志
- 香港聯賽盃冠軍（2015–16季度）
- 香港高級組銀牌冠軍（2016–17、2018–19季度）
- 香港超級聯賽冠軍（2016–17季度、2017–18季度）
- 香港足總盃冠軍（2016–17、2017–18季度）
- 香港菁英盃冠軍（2017–18季度）

東方龍獅
- 香港菁英盃冠軍（2020–21季度）

## 外部連結
- 香港足球總會網頁球員註冊資料 （页面存档备份，存于）